# 아이번 토니
아이번 벤저민 일라이저 토니(영어: Ivan Benjamin Elijah Toney, 1996년 3월 16일 ~)는 잉글랜드의 자메이카계 축구 선수로 현재 사우디 프로페셔널리그의 알아흘리에서 스트라이커로 활약하고 있다.
2023년 5월, 그는 FA의 베팅 규칙을 232건이나 위반한 혐의로 유죄 판결을 받고 2024년 1월까지 총 8개월간 선수 자격 정지 처분을 받았다.

## 도박 범죄
2022년 11월 16일, 아이번 토니는 232건의 도박법 위반 혐의로 FA로부터 기소된 것으로 밝혀졌다. 12월 20일, 그는 도박법 위반 30건을 추가로 위반하여 FA로부터 기소당했고, 총 혐의는 262건이 되었다. 2023년 2월에 그는 대부분의 혐의를 인정했지만 일부 혐의는 부인하였다. 3월 2일, 아직 그는 공식적인 청문회를 하지 않았기 때문에, 이 사건에 대한 언론의 추측을 보고 "충격과 실망"을 했다고 말했다. 2023년 5월, 결국 그는 8개월간 선수 자격 정지 처분(4개월 뒤 훈련 복귀 가능)을 받았고, 50,000£의 벌금을 청구하였으며, 232건의 FA 베팅 규칙을 위반한 것에 대한 향후 행동에 대해 경고하였다. 그의 범죄 행위는 2017년에서 2021년까지 4년에 걸쳐 행해졌다.

## 수상

### 클럽
반즐리 FC
- EFL 트로피 : 우승 (2015-16)
- EFL 리그 원 플레이오프 : 우승 (2015-16)

위건 애슬레틱
- EFL 리그 원 : 우승 (2017-18)

브렌트퍼드 FC
- EFL컵 : 4강 (2020-21)
- EFL 챔피언십 플레이오프 : 우승 (2020-21)

### 개인
- 브렌트퍼드 FC 서포터스 선정 올해의 선수 : 2020-21
- EFL 챔피언십 득점왕 : 2020-21 (33골)
- EFL 챔피언십 올해의 팀 : 2020-21
- 잉글랜드 프로 축구 선수 협회 선정 EFL 리그 원 올해의 팀 : 2019-20
- 잉글랜드 프로 축구 선수 협회 선정 EFL 챔피언십 올해의 팀 : 2020-21
- EFL 챔피언십 올해의 선수 : 2020-21
- 런던 풋볼 어워즈 EFL 올해의 선수 : 2021